# Енгибарян, Амик Аветович
Амик Аветович Енгибаря́н (1901—1948) — советский авиаконструктор, специалист по электрооборудованию.

## Биография
Окончил Эриванскую классическую гимназию (1917) и МВТУ имени Н. Э. Баумана (1923).
С 1923 года работал в ЦАГИ, конструктор авиационного электрооборудования. В начале 1930-х годов в командировке в Германии, Англии и США.
В 1937 году начальник 6 отдела Первого Главного управления НКОП.
Арестован 22 ноября 1937 года по обвинению в принадлежности к действовавшей в ЦАГИ «вредительской организации», руководимой А. Н. Туполевым.
За участие в антисоветской организации и «подготовку диверсионного акта с экипажем самолета Леваневского» осужден к 10 годам ИТЛ c поражением в правах на 5 лет и конфискацией имущества.
Работал в «туполевской шарашке».
Постановлением Президиума ВС СССР от 25 мая 1940 года по ходатайству НКВД СССР амнистирован, досрочно освобожден из ИТЛ со снятием поражения в правах и судимости.
С февраля 1941 года работал на заводе № 266. С 19 ноября того же года начальник отдела, главный конструктор.
С 1945 году первый директор и главный конструктор опытного завода № 25 НКАП.
Участвовал в создании первых моделей самолётов конструкции А. Н. Туполева (АНТ-4, АНТ-14, АНТ-26, АНТ-28, ТБ-5, Ту-103).
В 1948 году умер от сердечного приступа.

## Награды и премии
- Сталинская премия третьей степени (1947) — за разработку новой конструкции авиационного вооружения
- Почётная грамота ЦИК
- орден «Знак Почёта» — за разработку оснастки 8-моторного агитационно-пассажирского самолёта АНТ-20 «Максим Горький»
- орден Красной Звезды (1943).